# Moordorf (Steinburg)
Moordorf (Steinburg) este o comună din landul Schleswig-Holstein, Germania.